# ¡Viva la libertad, carajo!

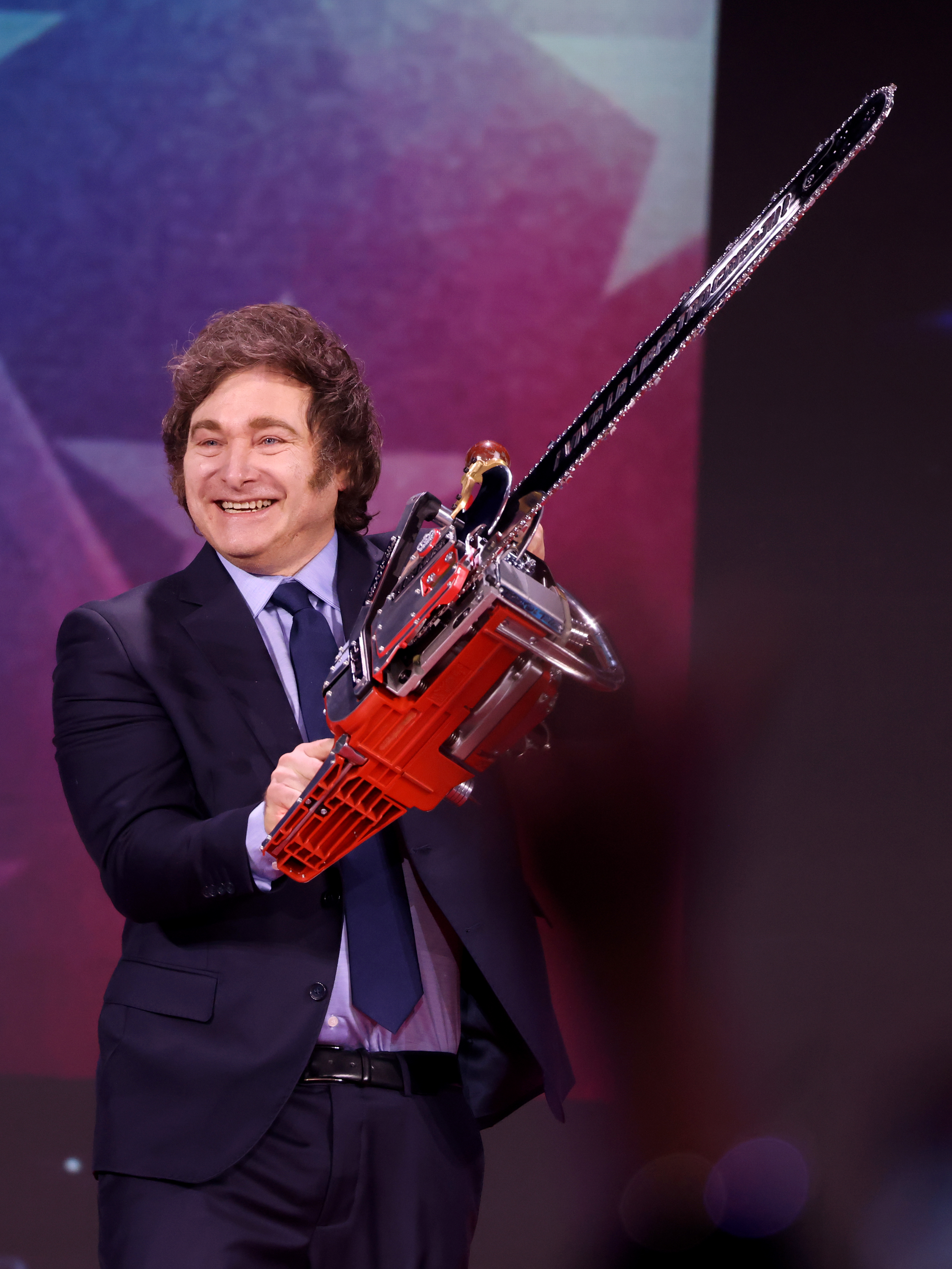
Javier Milei håller en motorsåg med frasen ingraverad.

¡Viva la libertad, carajo!, ibland förkortat till ¡VLLC!, är slagordet för Javier Milei, Argentinas president sedan 2023. Frasen översätts till svenska som "Länge leve friheten, för helvete!".

## Ursprung och användning
Milei, som beskriver sig själv som anarkokapitalist, är känd för sina politiska upptåg, inklusive att använda motorsågar som rekvisita, vifta med svartgula flaggor som förknippas med anarkokapitalism, och använda vulgärt språk. Milei populariserade uttrycket "¡Viva la libertad, carajo!" under sin parlamentskampanj 2021 och sedan igen under sin presidentkampanj 2023. Han använder det oftast som en avslutande fras i sina tal. Han har också använt det i bildtexter på sina inlägg på sociala medier, till exempel foton med dåvarande USA:s tillträdande president Donald Trump och skådespelaren och filmskaparen Sylvester Stallone.
År 2024 meddelade Milei att han avsåg att släppa en videodokumentär i sex avsnitt om honom själv med titeln "¡Viva la libertad, carajo!". Första avsnittet beskrevs av Le Monde som "an openly calculated propaganda film".
Vid den Conservative Political Action Conference (CPAC) 2025 bar Elon Musk en motorsåg från Milei där slagordet ingraverats.
Efter Israels attack mot Evin-fängelset och Palestine Square Countdown Clock i Iran–Israel-kriget publicerade Israels utrikesminister Gideon Sa'ar(en) ett videoklipp på plattformen X som uppgavs visa attackerna, och skrev "¡Viva la libertad, carajo!" (på spanska) i inlägget.